# Drosophila dimitroides
Drosophila dimitroides är en tvåvingeart som beskrevs av Chassagnard och Léonidas Tsacas 1997. Drosophila dimitroides ingår i släktet Drosophila och familjen daggflugor.
Artens utbredningsområde är Malawi.